# Salzwedeler Kleinbahnen T3
Der T3 war ein Dieseltriebwagen der Salzwedeler Kleinbahnen. Er wurde 1939 von der Dessauer Waggonfabrik hergestellt.
Der Triebwagen galten vom äußeren Erscheinungsbild ähnlich den Großen Wettiner Triebwagen, doch ergeben sich einige kleine äußere Änderungen. Er erhielt bei der Kleinbahnabteilung des Provinzialverbandes Sachsen später die Bezeichnung T 39. Der Triebwagen wurden 1949 von der Deutschen Reichsbahn als VT 135 531 übernommen und bekam ab 1970 die neue EDV-Bezeichnung 186 021-2. Er ist heute nicht mehr vorhanden.

## Geschichte
1937 wurden dieses Fahrzeug von der Salzwedeler Kleinbahnen als dritter Triebwagen beschafft. Vorher hatte die Gesellschaft bereits zwei Benzoltriebwagen der DWK in ihrem Erhaltungsbestand. Der neue Triebwagen hatte eine Zweimaschinenanlage mit der für die Dessauer Waggonfabrik typischen Antriebsmotoren aus dem Flugzeugbereich.
Mit den zwei DWK-Triebwagen übernahm der Triebwagen den Verkehr auf den Strecken der SWKB, 1939 wurde er gegen einen DWK-Triebwagen der Delitzscher Kleinbahn AG getauscht. Die Gesellschaft hatte nach diesem Tausch einen typenbereinigten Fahrzeugpark, die DWK-Triebwagen waren Mitte der 1930er Jahre in den Ausbesserungswerken auf Dieselmotor-Antrieb mit Mylius-Getriebe umgestellt worden. Bei der Delitzscher Kleinbahn AG war der Triebwagen Stammfahrzeug, hatte er doch im Vergleich zu den Großen Wettinern eine hohe Antriebsleistung. Ein Zusammenstoß 1944 änderte daran nichts.
Der Triebwagen war nach 1949 als einziger von den Fahrzeugen der Delitzscher Kleinbahn einsatzfähig und auf der Strecke bis 1969 aktiv. Im Oktober 1970 wurde das Fahrzeug ausgemustert und 1973 verschrottet.

## Konstruktive Merkmale
Der Triebwagen ähnelte äußerlich den Großen Wettiner Triebwagen. Er besaß eine andere Dachform. Die Frontpartie war mit den größeren Fenstern gestaltet, und in den Schrägen der Seitenwand waren zusätzliche Fenster eingezogen. Der Achsstand stimmte mit diesem überein. Die Länge des Wagenkastens war einen Meter länger.

Um die Zeit der Entstehung des Fahrzeuges war das Mylius-Getriebe die dominierende Bauart.